# Девід Шулкін
Давид Джонатон Шулкін (англ. David Jonathon Shulkin; нар. 22 липня 1959, Форт-Шерідан, Іллінойс) — американський медик і держслужбовець, міністр у справах ветеранів США з 2017 р. по 2018 рік.

## Життєпис
1982 року закінчив Гемпширський коледж, 1986 року здобув ступінь доктора в Медичному коледжі Пенсільванії (нині входить до Університету Дрекселя). Був професором Медичного коледжу Альберта Ейнштейна.
Працював президентом і головним виконавчим директором Медичного центру Бет-Ізрейел в Нью-Йорку і президентом Медичного центру в Моррістауні, штат Нью-Джерсі, є засновником компанії DoctorQuality Inc.
З липня 2015 до лютого 2017 обіймав посаду заступника міністра у справах ветеранів США з питань охорони здоров'я в адміністрації президента Барака Обами.